# Mycomya alpina
Mycomya alpina är en tvåvingeart som beskrevs av Loïc Matile 1972. Mycomya alpina ingår i släktet Mycomya och familjen svampmyggor. Inga underarter finns listade i Catalogue of Life.